# Алферово (Шекснинский район)
Алферово — деревня в Шекснинском районе Вологодской области.
Входит в состав сельского поселения Угольского (до 2015 года входило в состав Домшинского).
Расстояние по автодороге до районного центра Шексны — 24 км, до центра муниципального образования Нестерово — 6 км. Ближайшие населённые пункты — Дьяконица, Чернеево, Ребячьево, Орловка.

## Население
По переписи 2002 года население — 9 человек.
| 2010 |
| ---- |
| 3    |